# 谢天谢地你来啦
《谢天谢地，你来啦》是中国中央电视台综合频道的一档综艺娱乐节目，由崔永元主持（其中有兩期分別由周炜、王自健代班主持），王雪纯协助另一名特邀嘉宾做评委，播出时间为北京时间每周六晚上22时28分，次日周日下午13时13分重播。
节目的形式是让被邀请来的影视界名人在没有提供剧本和提示预告的情况下，进入话剧形式的场景开始即兴表演，而无论配合演出的演员们提出什么刁难问题，该演员都不能拒绝，只能回答“是”或肯定语句并跟随情节继续表演。该节目引进自澳大利亚十频道/七频道的即兴喜剧（improvised comedy）节目《感谢上帝你在这》，曾在2011年国庆节期间作为《正大综艺》国庆特别节目播出。2012年4月14日开始作为常态化节目在央视综合频道播出。
崔永元辞职央视后，节目随之停播，官方网站的最后一期为2015年2月8日。